# Châteauponsac (tổng)
Tổng Châteauponsac là một tổng của Pháp tọa lạc tại tỉnh Haute-Vienne trong vùng Nouvelle-Aquitaine của Pháp.

## Địa lý
Tổng này được tổ chức xung quanh Châteauponsac trong quận Bellac. Độ cao khu vực này là 185 m (Rancon) đến 471 m (Châteauponsac) độ cao trung bình trên mực nước biển là 310 m.

## Hành chính
| Giai đoạn | Ủy viên           | Đảng | Tư cách                  |
| --------- | ----------------- | ---- | ------------------------ |
| 1992-1998 | Gérard Lamardelle | PS   |                          |
| 1998-2004 | Gérard Lamardelle | PS   |                          |
| 2004-2011 | Gérard Lamardelle | PS   | Thị trưởng Châteauponsac |

## Phân chia đơn vị hành chính
Tổng Châteauponsac được chia thành 5 xã và khoảng 4 041 người (điều tra dân số năm 1999 không tính trùng dân số).
| Xã                    | Dân số | Mã bưu chính | Mã insee |
| --------------------- | ------ | ------------ | -------- |
| Balledent             | 205    | 87290        | 87007    |
| Châteauponsac         | 2 252  | 87290        | 87041    |
| Rancon                | 519    | 87290        | 87121    |
| Saint-Amand-Magnazeix | 442    | 87290        | 87133    |
| Saint-Sornin-Leulac   | 623    | 87290        | 87180    |

## Thông tin nhân khẩu
| 1962                                                     | 1968  | 1975  | 1982  | 1990  | 1999  |
| -------------------------------------------------------- | ----- | ----- | ----- | ----- | ----- |
| 5 186                                                    | 5 631 | 5 250 | 4 805 | 4 305 | 4 041 |
| Nombre retenu à partir de 1962 : dân số không tính trùng |       |       |       |       |       |